# Acidente ferroviário de Joanesburgo em 2015
O acidente ferroviário de Joanesburgo refere-se ao desastre ocorrido em 28 de abril de 2015, quando um trem de passageiros colidiu na parte traseira de outro trem na estação de Denver, em Joanesburgo, África do Sul. Uma pessoa foi morta e cerca de 240 ficaram feridas. Os danos foram de 17,5 milhões de rupias (1,4 milhões de dólares, 1,3 milhões de euros, ou 960 mil libras em maio de 2015).

## Acidente
Por volta das 07h10min, no horário local, um trem de passageiros bateu na traseira de outro na estação de Denver. Uma pessoa foi morta e cerca de 240 foram feridos, dois gravemente feridos. Os trens eram uma locomotiva da Metro Plus com setecentos passageiros e o outro um trem expresso de negócio com duzentas pessoas a bordo. Este último viajava de Pretória para a Estação Park, em Joanesburgo, o mesmo destino tinha o trem da Metro Plus, que estava estacionado na estação. A pessoa morta era um guarda de segurança do trem Metro Plus. O motorista do trem expresso foi levado de helicóptero para o hospital.
Os dois trens envolvidos foram o Trem Metroplus Expresso 0600 e o Trem Expresso de Negócio 1602, ambos operados pela Agência Ferroviária de Passageiros da África do Sul (PRASA). A PRASA opera serviços de trens urbanos como Metrorail. Esta última, por sua vez, opera na província de Gauteng como uma região separada, conhecida como Metrorail Gauteng. Dentro da Metrorail Gauteng, o acidente aconteceu na linha que que incluía Pretória, Kempton Park, Germiston e Joanesburgo. A Business Express é a marca de serviços de luxo da Metrorail.